# Baunach Young Pikes
El Baunach Young Pikes es un equipo de baloncesto alemán con sede en la ciudad de Bamberg, que compite en la ProA, la segunda división de su país. Disputa sus partidos en el Graf-Stauffenberg-Halle, con capacidad para 1500 espectadores. Es el filial del Brose Bamberg.

## Nombres
- FC Franken Braeu Baunach
- HD Immo (hasta 2011)
- Body Street (2011-2013)
- Bike-Café Messingschlager Baunach (2013-2015)
- Baunach Young Pikes (2015-actualidad)

## Posiciones en Liga
| Temporada | Nivel | Liga         | Pos. | Postemporada                |
| --------- | ----- | ------------ | ---- | --------------------------- |
| 2011–12   | 4     | 1.Regionliga | 4    | Playoffs de ascenso         |
| 2012–13   | 4     | 1.Regionliga | 1    | Asciende a ProB             |
| 2013–14   | 3     | ProB         | 8    | Asciende a ProA (Finalista) |
| 2014–15   | 2     | ProA         | 9    | –                           |
| 2015–16   | 2     | ProA         | 9    | –                           |
| 2016–17   | 2     | ProA         | 13   | –                           |
| 2017–18   | 2     | ProA         | 14   | –                           |
| 2018–19   | 2     | ProA         |      | –                           |

## Palmarés
- Subcampeón de la ProB

2014
- Campeón de la Regionalliga (Grupo Sureste)

2013

## Jugadores destacados
| - Aleksej Nikolić - Óscar Alvarado - Henri Drell - Phillip Daubner - Dino Dizdarevic - Steffen Hamann - Jona Hoffmann - Leon Kratzer - Hendrik Land - Malik Müller - Andreas Obst - Louis Olinde - Moritz Sanders - Daniel Schmidt - Florian Schneider | - Patrick Seidel - Tibor Taras - Johannes Thiemann - Christopher Wolf - Arnoldas Kulboka - Felix Edwardsson - Robbie Banks - Reggie Berry - Julius Brooks - Jordan Dumars - Marcos Knight - Anthony Lee-Ingram - Dan McFau - Sam Muldrow - Antonio Stabler | - Robert Stafford - Logan Stutz - Blanchard Obiango - Ivan Pavić - Robert Zinn - Angelos Plantzas - Yassin Idbihi - Alexej Bondar - Dennis Kramer |